# Epipleoneura pereirai
Epipleoneura pereirai – gatunek ważki z rodziny łątkowatych (Coenagrionidae). Występuje w lasach brazylijskiej Amazonii; stwierdzono go w stanach Amapá i Pará.